# Skeleton-Weltcup 2023/24
Der Skeleton-Weltcup 2023/24 (Sponsorenname: BMW IBSF Weltcup 2023/2024) war eine von der International Bobsleigh & Skeleton Federation (IBSF) veranstaltete Wettkampfserie im Skeleton, in der Wettbewerbe für Männer und Frauen ausgetragen wurden. Der Weltcup begann am 17. November 2023 in Yanqing und endete am 21. März 2024 in Lake Placid.
Höhepunkt der Saison waren die Weltmeisterschaften in Winterberg, deren Ergebnisse jedoch nicht zum Weltcup zählten.
Titelverteidiger in der Gesamtweltcupwertung waren die beiden Deutschen Tina Hermann und Christopher Grotheer.
Durchgehend am gleichen Ort fanden die Rennen zum Bob-Weltcup statt.

## Wettkampfkalender
| #  | Datum                      | Land                | Ort            | Wettkampfstätte                       |
| -- | -------------------------- | ------------------- | -------------- | ------------------------------------- |
| 1  | 17.–19. November 2023      | Volksrepublik China | Yanqing        | Yanqing National Sliding Center       |
| 2  | 8. – 10. Dezember 2023     | Frankreich          | La Plagne      | Piste de La Plagne                    |
| 3  | 15.–17. Dezember 2023      | Österreich          | Innsbruck-Igls | Olympia Eiskanal Igls                 |
| 4  | 11.–13. Januar 2024        | Schweiz             | St. Moritz     | Olympia Bob Run St. Moritz–Celerina   |
| 5  | 26.–28. Januar 2024        | Norwegen            | Lillehammer    | Lillehammer Olympiske Bob- og Akebane |
| 6  | 1.–3. Februar 2024         | Lettland            | Sigulda        | Bob- und Rennschlittenbahn Sigulda    |
| 7  | 16.–18. Februar 2024       | Deutschland         | Altenberg      | Rennschlitten- und Bobbahn Altenberg  |
| WM | 19. Februar – 3. März 2024 | Deutschland         | Winterberg     | Veltins-Eisarena                      |
| 8  | 17.–21. März 2024          | Vereinigte Staaten  | Lake Placid    | Olympia-Bobbahn Mount Van Hoevenberg  |

## Übersicht
| 1. Weltcup in Yanqing, 17. November 2023 | 1. Weltcup in Yanqing, 17. November 2023 | 1. Weltcup in Yanqing, 17. November 2023 | 1. Weltcup in Yanqing, 17. November 2023 |
| ---------------------------------------- | ---------------------------------------- | ---------------------------------------- | ---------------------------------------- |
| Disziplin                                | Erster Platz                             | Zweiter Platz                            | Dritter Platz                            |
| Frauen                                   | Tina Hermann                             | Zhao Dan                                 | Mirela Rahneva                           |
| Männer                                   | Christopher Grotheer                     | Chen Wenhao                              | Yan Wengang                              |

| 2. Weltcup in La Plagne, 8. Dezember 2023 | 2. Weltcup in La Plagne, 8. Dezember 2023 | 2. Weltcup in La Plagne, 8. Dezember 2023 | 2. Weltcup in La Plagne, 8. Dezember 2023 |
| ----------------------------------------- | ----------------------------------------- | ----------------------------------------- | ----------------------------------------- |
| Disziplin                                 | Erster Platz                              | Zweiter Platz                             | Dritter Platz                             |
| Frauen                                    | Tabitha Stoecker                          | Mystique Ro                               | Kimberley Bos                             |
| Männer                                    | Jung Seung-gi                             | Matt Weston                               | Christopher Grotheer Marcus Wyatt         |

| 3. Weltcup in Innsbruck, 15. Dezember 2023 | 3. Weltcup in Innsbruck, 15. Dezember 2023 | 3. Weltcup in Innsbruck, 15. Dezember 2023 | 3. Weltcup in Innsbruck, 15. Dezember 2023 |
| ------------------------------------------ | ------------------------------------------ | ------------------------------------------ | ------------------------------------------ |
| Disziplin                                  | Erster Platz                               | Zweiter Platz                              | Dritter Platz                              |
| Frauen                                     | Kimberley Bos                              | Valentina Margaglio                        | Tabitha Stoecker                           |
| Männer                                     | Matt Weston                                | Jung Seung-gi                              | Felix Keisinger                            |

| 4. Weltcup in St. Moritz, 12. Januar 2024 | 4. Weltcup in St. Moritz, 12. Januar 2024 | 4. Weltcup in St. Moritz, 12. Januar 2024 | 4. Weltcup in St. Moritz, 12. Januar 2024  |
| ----------------------------------------- | ----------------------------------------- | ----------------------------------------- | ------------------------------------------ |
| Disziplin                                 | Erster Platz                              | Zweiter Platz                             | Dritter Platz                              |
| Frauen                                    | Kimberley Bos                             | Valentina Margaglio                       | Katie Uhlaender                            |
| Männer                                    | Amedeo Bagnis                             | Christopher Grotheer                      | Jung Seung-gi                              |
| Mixed Team                                | ItalienAmedeo Bagnis Valentina Margaglio  | DeutschlandFelix Keisinger Susanne Kreher | DeutschlandJacqueline Pfeifer Felix Seibel |

| 5. Weltcup in Lillehammer, 26. Januar 2024 | 5. Weltcup in Lillehammer, 26. Januar 2024 | 5. Weltcup in Lillehammer, 26. Januar 2024 | 5. Weltcup in Lillehammer, 26. Januar 2024 |
| ------------------------------------------ | ------------------------------------------ | ------------------------------------------ | ------------------------------------------ |
| Disziplin                                  | Erster Platz                               | Zweiter Platz                              | Dritter Platz                              |
| Frauen                                     | Hannah Neise                               | Mystique Ro                                | Kimberley Bos                              |
| Männer                                     | Christopher Grotheer                       | Axel Jungk                                 | Felix Seibel                               |

| 6. Weltcup und Europameisterschaft in Sigulda, 2. Februar 2024 | 6. Weltcup und Europameisterschaft in Sigulda, 2. Februar 2024 | 6. Weltcup und Europameisterschaft in Sigulda, 2. Februar 2024 | 6. Weltcup und Europameisterschaft in Sigulda, 2. Februar 2024 |
| -------------------------------------------------------------- | -------------------------------------------------------------- | -------------------------------------------------------------- | -------------------------------------------------------------- |
| Disziplin                                                      | Erster Platz                                                   | Zweiter Platz                                                  | Dritter Platz                                                  |
| Frauen                                                         | Mirela Rahneva                                                 | Kim Meylemans                                                  | Hannah Neise                                                   |
| Männer                                                         | Yin Zheng                                                      | Marcus Wyatt                                                   | Matt Weston                                                    |

| 7. Weltcup in Altenberg, 16. Februar 2024 | 7. Weltcup in Altenberg, 16. Februar 2024 | 7. Weltcup in Altenberg, 16. Februar 2024  | 7. Weltcup in Altenberg, 16. Februar 2024                                                     |
| ----------------------------------------- | ----------------------------------------- | ------------------------------------------ | --------------------------------------------------------------------------------------------- |
| Disziplin                                 | Erster Platz                              | Zweiter Platz                              | Dritter Platz                                                                                 |
| Frauen                                    | Tina Hermann                              | Susanne Kreher                             | Mystique Ro                                                                                   |
| Männer                                    | Yin Zheng                                 | Christopher Grotheer                       | Matt Weston                                                                                   |
| Mixed Team                                | DeutschlandSusanne Kreher Axel Jungk      | TschechienAnna Fernstädt Timon Drahonovsky | Vereinigte StaatenKatie Uhlaender Austin Florian DeutschlandHannah Neise Christopher Grotheer |

| 8. Weltcup in Lake Placid, 21. März 2024 | 8. Weltcup in Lake Placid, 21. März 2024 | 8. Weltcup in Lake Placid, 21. März 2024 | 8. Weltcup in Lake Placid, 21. März 2024 |
| ---------------------------------------- | ---------------------------------------- | ---------------------------------------- | ---------------------------------------- |
| Disziplin                                | Erster Platz                             | Zweiter Platz                            | Dritter Platz                            |
| Frauen                                   | Mystique Ro                              | Kim Meylemans                            | Kimberley Bos                            |
| Männer                                   | Yin Zheng                                | Marcus Wyatt                             | Amedeo Bagnis                            |

## Gesamtwertung

### Frauen
| Rang | Athlet                | YAN | LPG | IGL | STM | LIL | SIG | ALT | LPC | Punkte |
| ---- | --------------------- | --- | --- | --- | --- | --- | --- | --- | --- | ------ |
| 01   | Kimberley Bos         | 8   | 3   | 1   | 1   | 3   | 6   | 5   | 3   | 1570   |
| 02   | Kim Meylemans         | 5   | 7   | 6   | 13  | 5   | 2   | 14  | 2   | 1364   |
| 03   | Valentina Margaglio   | 9   | 6   | 2   | 2   | 19  | 13  | 9   | 6   | 1270   |
| 04   | Janine Flock          | 6   | –   | 4   | 7   | 4   | 5   | 7   | 7   | 1248   |
| 05   | Tina Hermann          | 1   | 9   | 11  | 5   | 14  | 15  | 1   | 15  | 1242   |
| 06   | Jacqueline Pfeifer    | –   | 4   | 8   | 6   | 9   | 9   | 6   | 5   | 1192   |
| 07   | Hannah Neise          | –   | 5   | 9   | 10  | 1   | 3   | 8   | 14  | 1177   |
| 08   | Mystique Ro           | –   | 2   | 19  | 8   | 2   | 16  | 3   | 1   | 1175   |
| 09   | Susanne Kreher        | 4   | dns | 12  | 4   | 13  | 7   | 2   | 12  | 1138   |
| 10   | Tabitha Stoecker      | –   | 1   | 3   | 21  | 12  | 14  | 10  | 8   | 1031   |
| 11   | Hallie Clarke         | 15  | 10  | 20  | 11  | 7   | 8   | 12  | 13  | 1028   |
| 12   | Mirela Rahneva        | 3   | 18  | 5   | –   | 11  | 1   | 4   | –   | 1017   |
| 13   | Zhao Dan              | 2   | 26  | 9   | 9   | 18  | 11  | 18  | –   | 0846   |
| 14   | Nicole Rocha Silveira | 11  | 16  | 7   | 12  | 10  | 26  | 24  | 18  | 0833   |
| 15   | Katie Uhlaender       | –   | –   | –   | 3   | 8   | 12  | 11  | 4   | 0816   |
| 16   | Amelia Coltman        | 13  | 20  | 22  | 24  | 6   | 4   | 13  | 29  | 0801   |
| 17   | Alessia Crippa        | 14  | 11  | 18  | 16  | 15  | 19  | 22  | 19  | 0732   |
| 18   | Jane Channell         | 21  | 8   | 0   | 17  | –   | 17  | 17  | 10  | 0696   |
| 19   | Yuxi Li               | 7   | 22  | 15  | 14  | 17  | 21  | 19  | –   | 0664   |
| 20   | Freya Tarbit          | –   | 14  | 21  | 28  | 16  | 10  | 20  | 15  | 0614   |
| 21   | Anna Fernstädt        | 10  | 14  | 24  | 26  | 24  | 28  | 15  | 17  | 0602   |
| 22   | Alessandra Fumagalli  | –   | 12  | 14  | 18  | 28  | 18  | 15  | 20  | 0600   |
| 23   | Sara Roderick         | –   | 17  | 16  | 15  | 25  | 31  | 26  | 9   | 0534   |
| 24   | Kellie Delka          | –   | 19  | 13  | 20  | 27  | 24  | 27  | 11  | 0600   |
| 25   | Sara Schmied          | –   | 13  | 23  | 19  | 22  | –   | 28  | 32  | 0344   |
| 26   | Julia Erlacher        | –   | –   | 17  | 22  | 26  | 22  | 25  | 27  | 0308   |
| 27   | Julia Simmchen        | –   | 24  | 27  | 23  | 29  | 27  | 21  | 24  | 0290   |
| 28   | Annia Unterscheider   | –   | 21  | 29  | –   | 23  | 23  | 23  | 25  | 0276   |
| 29   | Aline Pelckmans       | –   | 28  | 25  | –   | 21  | 20  | 29  | 21  | 0236   |
| 30   | Ana Torres Quevedo    | 16  | 31  | –   | 30  | 32  | 33  | 31  | –   | 0182   |
| 31   | Darta Zunte           | –   | 23  | 26  | –   | –   | 19  | –   | –   | 0160   |
| 32   | Katharina Eigenmann   | –   | 29  | 31  | 27  | 30  | 32  | 30  | 28  | 0158   |
| 33   | Laura Vargas          | –   | 27  | 30  | 32  | 31  | 29  | 32  | 31  | 0144   |
| 34   | Clara Aznar           | 17  | –   | 28  | –   | –   | –   | –   | 30  | 0158   |
| 35   | Michelle Toukan       | –   | –   | –   | –   | 20  | –   | –   | 26  | 0104   |
| 36   | Anna Saulite          | –   | 25  | –   | 29  | –   | –   | –   | –   | 0064   |
| 37   | Yangqi Zhu            | –   | –   | –   | –   | –   | –   | –   | 22  | 0056   |
| 38   | Siji Song             | –   | –   | –   | –   | –   | –   | –   | 23  | 0050   |
| 39   | Shannon Galea         | –   | 30  | –   | 33  | –   | –   | –   | 33  | 0048   |
| 40   | Endija Terauda        | –   | –   | –   | –   | –   | 25  | –   | –   | 0040   |
| 41   | Grace Dafoe           | –   | –   | –   | 25  | –   | –   | –   | –   | 0040   |
| 42   | Katie Tannenbaum      | –   | –   | –   | 31  | –   | –   | –   | –   | 0018   |

### Männer
| Rang | Athlet                  | YAN | LPG | IGL | STM | LIL | SIG | ALT | LPC | Punkte |
| ---- | ----------------------- | --- | --- | --- | --- | --- | --- | --- | --- | ------ |
| 01   | Matt Weston             | 10  | 2   | 1   | 4   | 8   | 3   | 3   | 4   | 1523   |
| 02   | Christopher Grotheer    | 1   | 3   | 5   | 2   | 1   | 9   | 2   | 17  | 1494   |
| 03   | Yin Zheng               | 5   | 19  | 10  | 5   | 4   | 1   | 1   | 1   | 1453   |
| 04   | Jung Seung-gi           | 4   | 1   | 2   | 3   | 9   | 17  | 4   | 35  | 1269   |
| 05   | Marcus Wyatt            | 7   | 3   | 9   | 12  | 31  | 2   | 7   | 2   | 1254   |
| 06   | Amedeo Bagnis           | 13  | 6   | 6   | 1   | 25  | 10  | 10  | 3   | 1225   |
| 07   | Felix Keisinger         | –   | 7   | 3   | 9   | 5   | 4   | 5   | 13  | 1200   |
| 08   | Felix Seibel            | –   | 9   | 13  | 7   | 3   | 8   | 6   | 11  | 1112   |
| 09   | Craig Thompson          | 9   | 5   | 4   | 13  | 12  | 12  | 19  | 15  | 1082   |
| 10   | Chen Wenhao             | 2   | 18  | 8   | 11  | 11  | 6   | 12  | –   | 1026   |
| 11   | Axel Jungk              | –   | 13  | 7   | 9   | 2   | 16  | 9   | 14  | 1010   |
| 12   | Mattia Gaspari          | 8   | 11  | 18  | 6   | 23  | 11  | 15  | 7   | 1010   |
| 13   | Yan Wengang             | 3   | 25  | 16  | 14  | 6   | 19  | 13  | 6   | 0994   |
| 14   | Kim Ji-Soo              | 16  | 10  | 15  | 8   | 21  | 21  | 11  | 8   | 0924   |
| 15   | Austin Florian          | –   | 15  | 12  | 20  | 15  | 5   | 8   | 10  | 0892   |
| 16   | Samuel Maier            | 11  | 8   | 11  | 23  | 13  | 15  | 14  | 19  | 0892   |
| 17   | Jacob Salisbury         | 12  | 20  | 14  | 24  | 10  | 7   | 16  | 20  | 0829   |
| 18   | Wladyslaw Heraskewytsch | 6   | 11  | 20  | 17  | 22  | 14  | –   | 4   | 0828   |
| 19   | Rasmus Johansen         | 14  | 22  | 23  | 15  | 7   | 13  | 18  | 18  | 0770   |
| 20   | Vinzenz Buff            | –   | 22  | 25  | 18  | 14  | 20  | 23  | 12  | 0534   |
| 21   | Daniel Barefoot         | –   | 17  | 22  | 16  | 20  | 23  | 24  | 16  | 0499   |
| 22   | Alexander Schlintner    | –   | 14  | 17  | 26  | 17  | 22  | 20  | 26  | 0484   |
| 23   | Manuel Schwärzer        | –   | 16  | 21  | 19  | 16  | 25  | 22  | 29  | 0448   |
| 24   | Florian Auer            | 17  | 27  | 24  | 28  | 18  | 26  | 17  | –   | 0397   |
| 25   | Livio Summermatter      | –   | 26  | 19  | 21  | 26  | 27  | 29  | 21  | 0326   |
| 26   | Lucas Defayet           | –   | 21  | 26  | –   | 37  | 18  | 20  | 25  | 0294   |
| 27   | Colin Freeling          | 15  | 29  | –   | 25  | 28  | 30  | 30  | 28  | 0264   |
| 28   | Blake Enzie             | –   | 24  | –   | 26  | 19  | 24  | 27  | –   | 0264   |
| 29   | Adrian Rodriguez        | 18  | 31  | 27  | 22  | –   | 0   | 33  | 31  | 0218   |
| 30   | Akwasi Frimpong         | 19  | –   | 29  | 31  | 32  | 34  | 31  | 32  | 0178   |
| 31   | Wenqiang Geng           | –   | –   | –   | –   | –   | –   | –   | 9   | 0152   |
| 32   | Hunter Williams         | –   | –   | –   | 29  | 29  | 29  | 28  | 23  | 0150   |
| 33   | Chun-Hung Chiang        | 20  | –   | 33  | 30  | –   | –   | 32  | 34  | 0130   |
| 34   | Timon Drahonovsky       | –   | 28  | –   | –   | 24  | 32  | 25  | –   | 0129   |
| 35   | Yaroslav Lavreniuk      | –   | –   | 31  | –   | –   | 35  | 26  | 24  | 0109   |
| 36   | Nicholas Timmings       | –   | –   | –   | –   | 30  | 31  | –   | 22  | 0094   |
| 37   | Vladyslav Polyvach      | –   | 32  | 30  | –   | 33  | 28  | –   | –   | 0078   |
| 38   | Ryan Kuehn              | –   | –   | –   | –   | 27  | –   | –   | 27  | 0064   |
| 39   | Kyle Donsberger         | –   | –   | 28  | –   | –   | –   | –   | –   | 0028   |
| 40   | Jonathan Yaw            | –   | –   | –   | –   | 34  | –   | –   | 33  | 0026   |
| 41   | Jared Firestone         | –   | –   | –   | –   | –   | –   | –   | 30  | 0020   |
| 42   | Jordan Rwiyamilira      | –   | 30  | –   | –   | –   | –   | –   | –   | 0020   |
| 43   | David Park              | –   | –   | –   | 31  | –   | –   | –   | –   | 0018   |
| 44   | Troy Wilson             | –   | –   | 32  | –   | –   | –   | –   | –   | 0016   |
| 45   | Mark Lynch              | –   | –   | –   | –   | –   | 33  | –   | –   | 0014   |
| 46   | Vladyslav Klymenko      | –   | –   | –   | –   | –   | –   | 34  | –   | 0012   |
| 47   | Eloy Fernandez          | –   | –   | –   | –   | 35  | –   | –   | –   | 0010   |
| 48   | Lin-Wei Peng            | –   | –   | –   | –   | 36  | –   | –   | –   | 0009   |